# Rabat Ajax
Rabat Ajax FC is een Maltese voetbalclub uit Rabat.
De club werd in 1930 opgericht als Rabat Rovers, zeven jaar later fuseerde de club met Rabat Rangers en Old City en werd zo Rabat Zvanks. Een jaar later werd de club Rabat FC genoemd. In 1980 fuseerde de club met Rabat Ajax en werd zo Rabat Ajax FC.
De club speelde voor het eerst in de hoogste klasse in 1951 en kon daar standhouden tot 1959. Daarna kon de club terugkeren van 1962 tot 1965. De volgende afwezigheid duurde langer en in 1982 promoveerde de club nu als Rabat Ajax naar de hoogste klasse. Nadat de club kampioen werd in 1985 en 1986 degradeerde de club amper één seizoen later in 1987. Rabat keerde na één seizoen terug naar de Premier League maar werd opnieuw naar de 2de klasse verwezen. De club speelde nog 1ste van 1990-1994, 1995-1997 1998-2001. Daarna gleed de club helemaal weg naar de 4de klasse en kon in 2005/06 opnieuw promoveren naar de 3de klasse. In het seizoen 2011/12 speelde Rabat Ajax voor het laatst op het hoogste niveau.

## Erelijst
Landskampioen
in 1985, 1986
Beker van Malta
Winnaar in 1986
Finalist in 1954
Supercup (Malta)
Winnaar in 1985, 1986

## In Europa
#Q = #kwalificatieronde, #R = #ronde, T/U = Thuis/Uit, W = Wedstrijd, PUC = punten UEFA coëfficiënten .
Uitslagen vanuit gezichtspunt Rabat Ajax
| Seizoen | Competitie  | Ronde | Land                 | Club                        | Totaalscore | 1e W     | 2e W    | PUC |
| ------- | ----------- | ----- | -------------------- | --------------------------- | ----------- | -------- | ------- | --- |
| 1983/84 | UEFA Cup    | 1R    | Vlag van Tsjechië    | TJ Internacionál Bratislava | 0-16        | 0-10 (T) | 0-6 (U) | 0.0 |
| 1984/85 | UEFA Cup    | 1R    | Vlag van Joegoslavië | Partizan Belgrado           | 0-4         | 0-2 (T)  | 0-2 (U) | 0.0 |
| 1985/86 | Europacup I | 1R    | Vlag van Cyprus      | Omonia Nicosia              | 0-10        | 0-5 (T)  | 0-5 (U) | 0.0 |
| 1986/87 | Europacup I | 1R    | Vlag van Portugal    | FC Porto                    | 0-10        | 0-9 (U)  | 0-1 (T) | 0.0 |

Zie ook
- Deelnemers UEFA-toernooien Malta
- Ranglijst van alle clubs die in de diverse Europa Cups zijn uitgekomen